# Brieuc Delemazure
Brieuc Delemazure, né le 2 avril 2002, est un joueur français de hockey sur gazon. Il évolue au poste de défenseur au Lille MHC et avec l'équipe nationale française.

## Carrière
Il a faits ses débuts avec les U21 pour la Coupe du monde à Bhubaneswar en novembre 2021 et avec l'équipe première pour les 2 matchs contre l'Argentine à Buenos Aires dans le cadre de la Ligue professionnelle 2021-2022.

## Palmarès
- : 3e à la coupe du monde des moins de 21 ans en 2021[2].